# Pagetopsis
Pagetopsis is een geslacht van straalvinnige vissen uit de familie van krokodilijsvissen (Channichthyidae).

## Soorten
- Pagetopsis macropterus (Boulenger, 1907)
- Pagetopsis maculatus (Barsukov & Permitin, 1958)